# خلف غروب الشمس (رواية)
رواية خلف غروب الشمس (بالإنجليزية: Back of Sunset)‏ هي رواية للكاتب الأسترالي جون كليري. نشرت عام 1959.